# Яновская, Алина

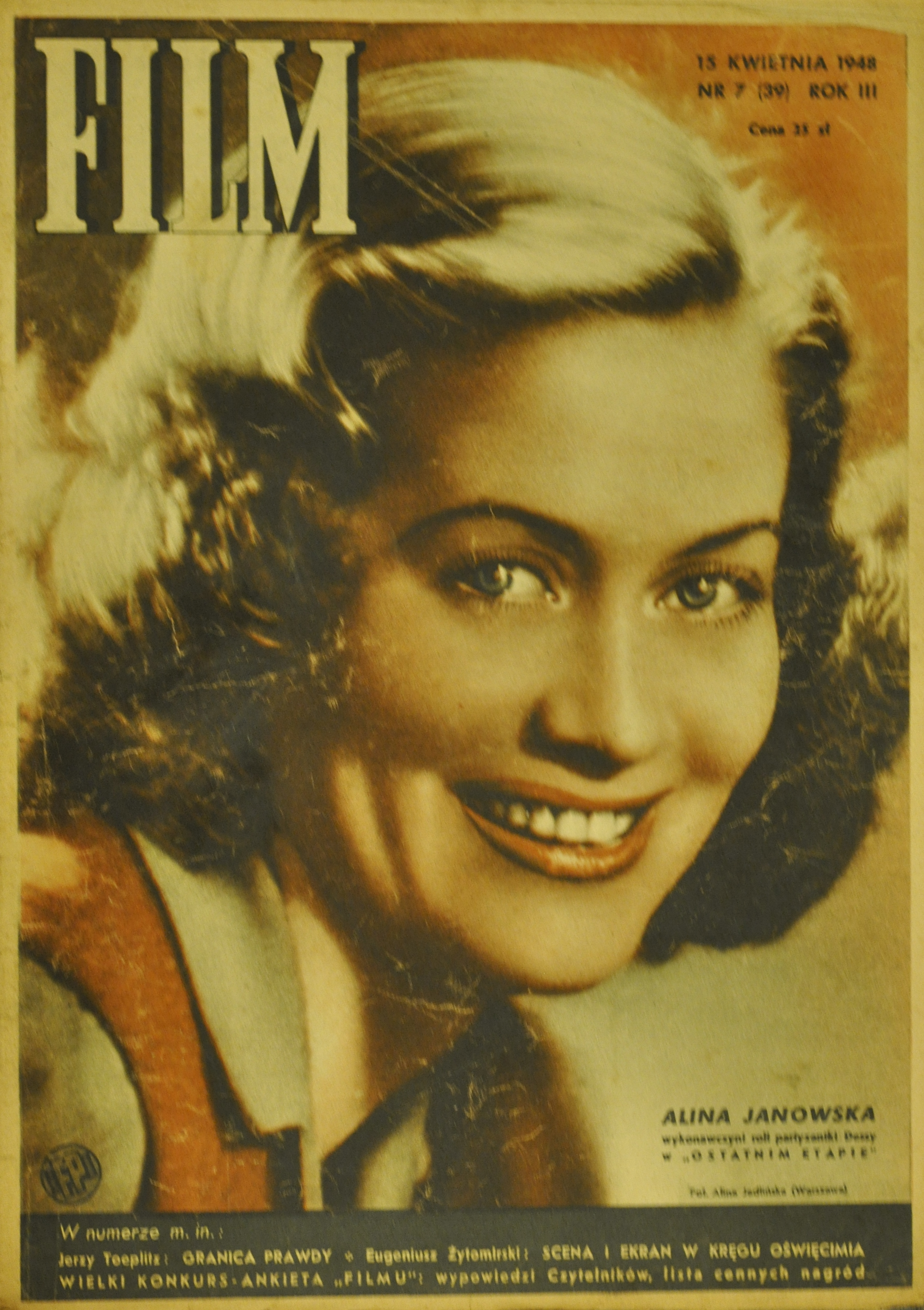
Алина Яновская на обложке журнала «Film» (1948 г.)

Алина Яновская (пол. Alina Maria Janowska-Zabłocka; 16 апреля 1923, Варшава — 13 ноября 2017, там же) — польская актриса, участница Варшавского восстания.

## Биография
Родилась 16 апреля 1923 года в Варшаве. Происходила из дворянской семьи. В 1939 году покинула Кресы и вновь приехала в Варшаву. В 1942 году была арестована и в течение нескольких месяцев находилась в заключении в варшавской тюрьме «Сербия» (женский отдел «Павяка»). Приняла участие в Варшавском восстании, служила в батальоне «Килинский» с первого до последнего дня восстания.
Исполняла роль в первом польском послевоенном художественном фильме, допущенном цензурой в кинотеатры — Zakazane piosenki. Много лет играла в варшавских театрах, однако стала популярной в основном благодаря участию в фильмах и телесериалах.
Была замужем за знаменитым польским фехтовальщиком-саблистом Войцехом Заблоцким и родила сына Михала, который стал телесценаристом.
Скончалась 13 ноября 2017 года в Варшаве от болезни Альцгеймера.

## Избранная фильмография
- 1946 — Запрещённые песенки / Zakazane piosenki — уличная певица
- 1948 — Последний этап / Ostatni etap — Десса
- 1948 — Моё сокровище / Skarb — Бася
- 1949 — Чёртово ущелье / Czarci żleb — Ханка
- 1961 — Самсон / Samson — Люцина
- 1961 — Минувшее время / Czas przeszly — Моника, фармацевт
- 1963 – Беспокойная племянница – Ванда
- 1965-1966 — Домашняя война / Wojna domowa (телесериал) — Ирена Каминьская
- 1967 — Матримониальный справочник / Poradnik matrymonialny — Роксана
- 1968 — Ставка больше, чем жизнь / Stawka większa niż życie (телесериал) — Роза Аренс (только в серии 4)
- 1970 — Дятел / Dzięcioł — Миська
- 1972 — Путешествие за улыбку / Podróż za jeden uśmiech — тётя Уля
- 1973 — Большая любовь Бальзака / Wielka milość Balzaka (Польша / Франция) — мадам Буше
- 1976 — Дульские / Dulscy — Анеля Дульская
- 1985 — Ох, Кароль / Och, Karol — тёща Кароля
- 1991 — Очень важная персона / V.I.P.— Грембошова, мать Здзисё